# Форум Клодия
Фо́рум Кло́дия (лат. Forum Clodii) — древний римский город в южной Этрурии. Он располагался рядом с Клодиевой дорогой на западном берегу озера Браччано.
Его местонахождение установлено благодаря нескольким надписям, в том числе каменной плите с посвящением некоему Луцию Лицинию Юлиану. Название города явно упоминается в романской церкви Сан-Либерато к северу от Браччано. В церкви также находится множество древних сполий, которые могут происходить из города. Кроме того, по одной из версий, уроженцами именно этих мест могли быть первые представители Гессиев.
Форум Клодия упомянут в 313 году как резиденция епископа. В 649 году, как предполагается из сообщений Episcopus Manturanensis, резиденция епископа была перенесена в современный Канале-Монтерано. Возможно, Форум Клодия был разрушен в 573 году лангобардами, а затем прекратил своё существование.
Титулярный епископат Форум Клодия римско-католической церкви восходит к угасшей резиденции епископа в Форуме Клодия.